# يو إف سي 219
يو إف سي 219: سايبورغ ضد هولم (بالإنجليزية: UFC 219: Cyborg vs. Holm)‏ كان حدثًا لفنون القتال المختلطة نظمته يو إف سي، وأُقيم في 30 ديسمبر 2017 في تي موبايل أرينا، بارادايس، نيفادا، وهي جزء من منطقة العاصمة لاس فيغاس.

## الجوائز الإضافية
حصل المقاتلون التالية أسماؤهم على مكافآت قيمتها 50،000 دولار:
- قتال الليلة: سايبورغ ضد هولم
- أداء الليلة: حبيب نورمحمدوف وتيم إليوت